# Megasoma gyas gyas
Megasoma gyas subsp. gyas é uma subespécie da espécie Megasoma gyas, inseto coleóptero da família dos melolontídeos (elolonthidae). É endêmica do Brasil. Consta na Lista de Espécies da Fauna Ameaçadas do Espírito Santo de 2005 como criticamente em perigo; na Lista de Espécies Ameaçadas de Extinção da Fauna do Estado de Minas Gerais de 2010 como em perigo; no Livro Vermelho da Fauna Ameaçada de Extinção no Estado de São Paulo de 2014 como em perigo; na Lista Oficial das Espécies da Fauna Ameaçadas de Extinção do Estado da Bahia de 2017 como vulnerável; e na Lista Vermelha do Livro Vermelho da Fauna Brasileira Ameaçada de Extinção do Instituto Chico Mendes de Conservação da Biodiversidade (ICMBio) de 2018 como pouco preocupante.